# Хетафе
Хета̀фе (на испански: Getafe) е град в Испания, предградие на Мадрид, намиращо се на 11 km южно от него. Градът има население от 159 300 жители (2007 г.) и заема повърхност от 78,74 квадратни километра. Хетафе е икономически и индустриален център. Поради което го наричат столица на юга. В Хетафе се наблюдава голяма етносна съпричастност, като могат да се забележат хора от всяка народност. Градът се намира точно в центъра на Иберийския полуостров.

## История на града
Историята на Хетафе може да се раздели на три съществени фази. През първия етап, който датира от Праисторията до XIV век, различни цивилизации и народи са обитавали територията на Хетафе, въпреки че все още не е бил създаден като селище. Вторият етап включва периода между вековете XIV u XX. През това време Хетафе се формира като село, развивайки се с бавни темпове. След XX век, трети етап, Хетафе се превръща от земеделско село във важен индустриален град, със значимо увеличение на търговията и индустрията, населението и площта.

## Население
Според данни на Националния статистически институт на Испания от 2007 година, Хетафе има население от 159 300 души. Населението нараства значително през втората половина на 20 век. От Средновековието до началото на 20 век, населението е между 2500 и 6000 души. През 1950 година нараства до 12 254 души, през 1970 е 69 424, а през 1977: 124 601. След 90-те години на 20 век, населението нараства умерено с около 1700 на година. През 2006 година, за пръв път се наблюдава отрицателен прираст с около 2000 души.
Чуждото население в града е близо 13%. Имигрантите в Хетафе са главно от Латинска Америка, Източна Европа и Западна Европа. Средната възраст на жителите е 22 години. Около 30 000 души са на възраст от 20 до 40 години. Броят на жените е 79 514, а този на мъжете – 78 849. Повече от 85% от населението се определя като католическо.

## Етимология
Произходът на името на града идва от арабската дума: Хата, която означава: нещо дълго. Преминавайки през много фази: Хетафи (Xetafi), Хетафее (Jetafee), Хетафе (Jetaphe) и Хетафе (Jetafe) накрая остава Хетафе, което означава „дълга улица“.

## Спорт
Представителния футболен отбор на града носи неговото име и се казва ФК Хетафе. Отборът е създаден през 1983 година. Стадионът на който играят, Колизеум Алфонсо Перес, кръстен на най-успешния футболист произлязъл от отбора, е с капацитет 17 000 зрители, През последните години, футболният отбор се представя на високо ниво в Кралската купа, като две поредни години е финалист. През сезон 2007/2008 отборът прави дебют в евротурните, като стигна до четвъртфинал за Купата на УЕФА. Немският гранд Байерн (Мюнхен) отстрани скромният отбор на Хетафе след 1:1 в Германия и 3:3 (след продължения) на испанска територия.